# Kaplica św. Anny w Starych Bogaczowicach
Kaplica św. Anny – rzymskokatolicki kościół pomocniczy z XVIII wieku w Starych Bogaczowicach w powiecie wałbrzyskim, wpisany do rejestru zabytków nieruchomych województwa dolnośląskiego.
Wzniesiona w latach 1734-1736 wg proj. Josepha Antona Jentscha restaurowana w 1827 r. Murowana na rzucie zbliżonym do elipsy, nakryta kopułą z freskami z 1736 r. We wnętrzu zachowało się m.in.: ołtarz główny z XVIII w., freski na sklepieniach - "Radości św. Anny", krzyz żelazny z XIX w. 

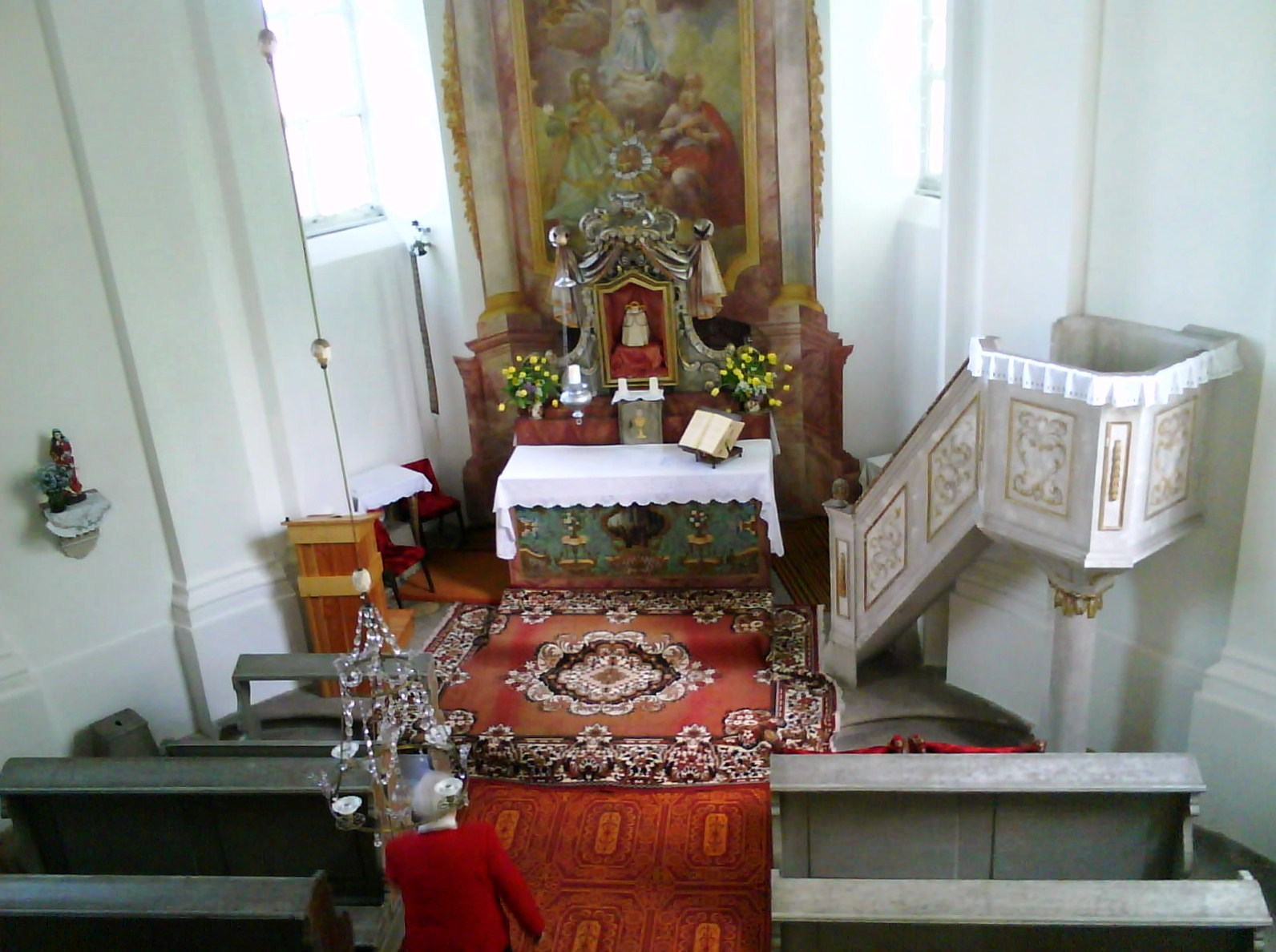
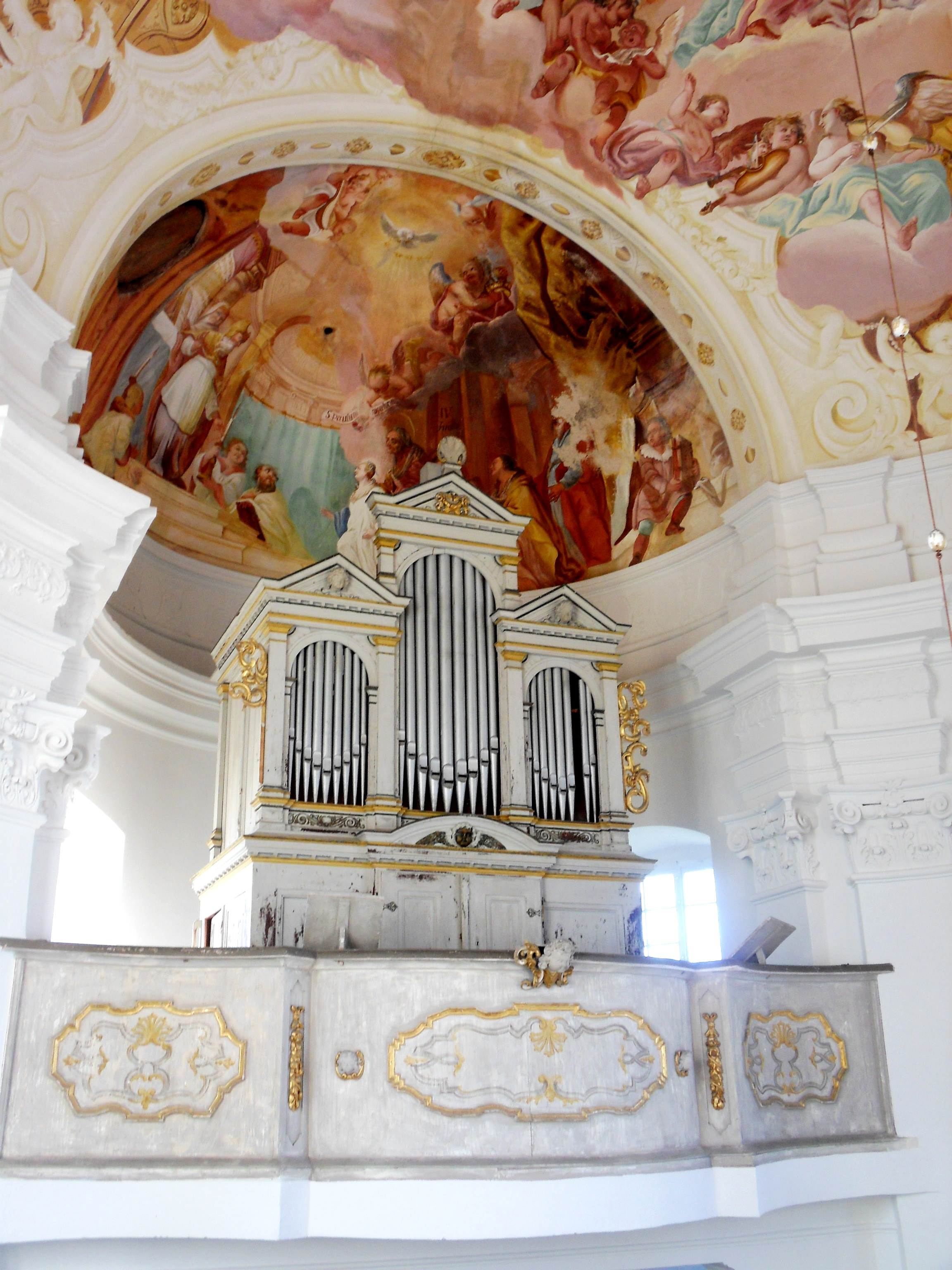
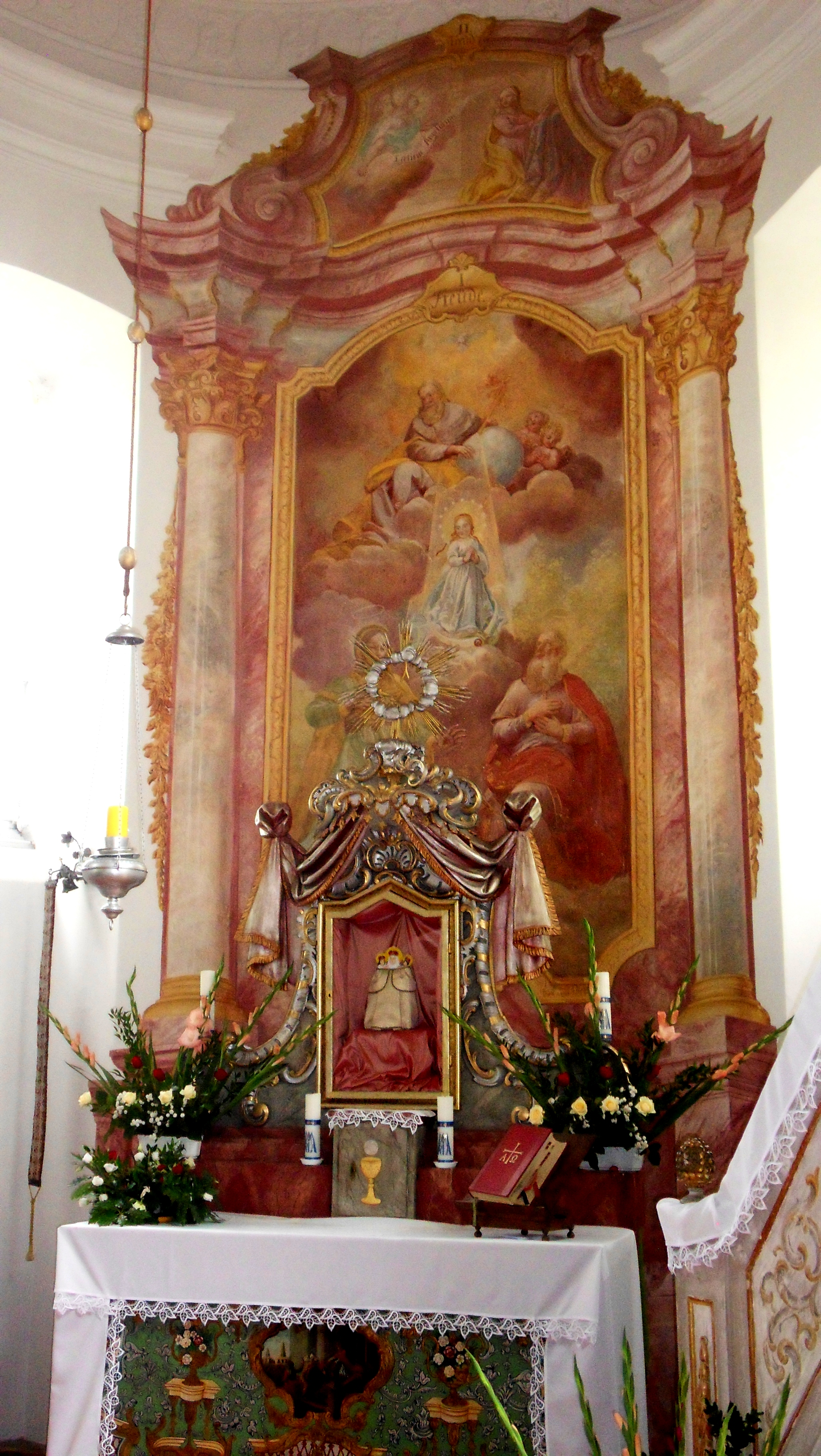
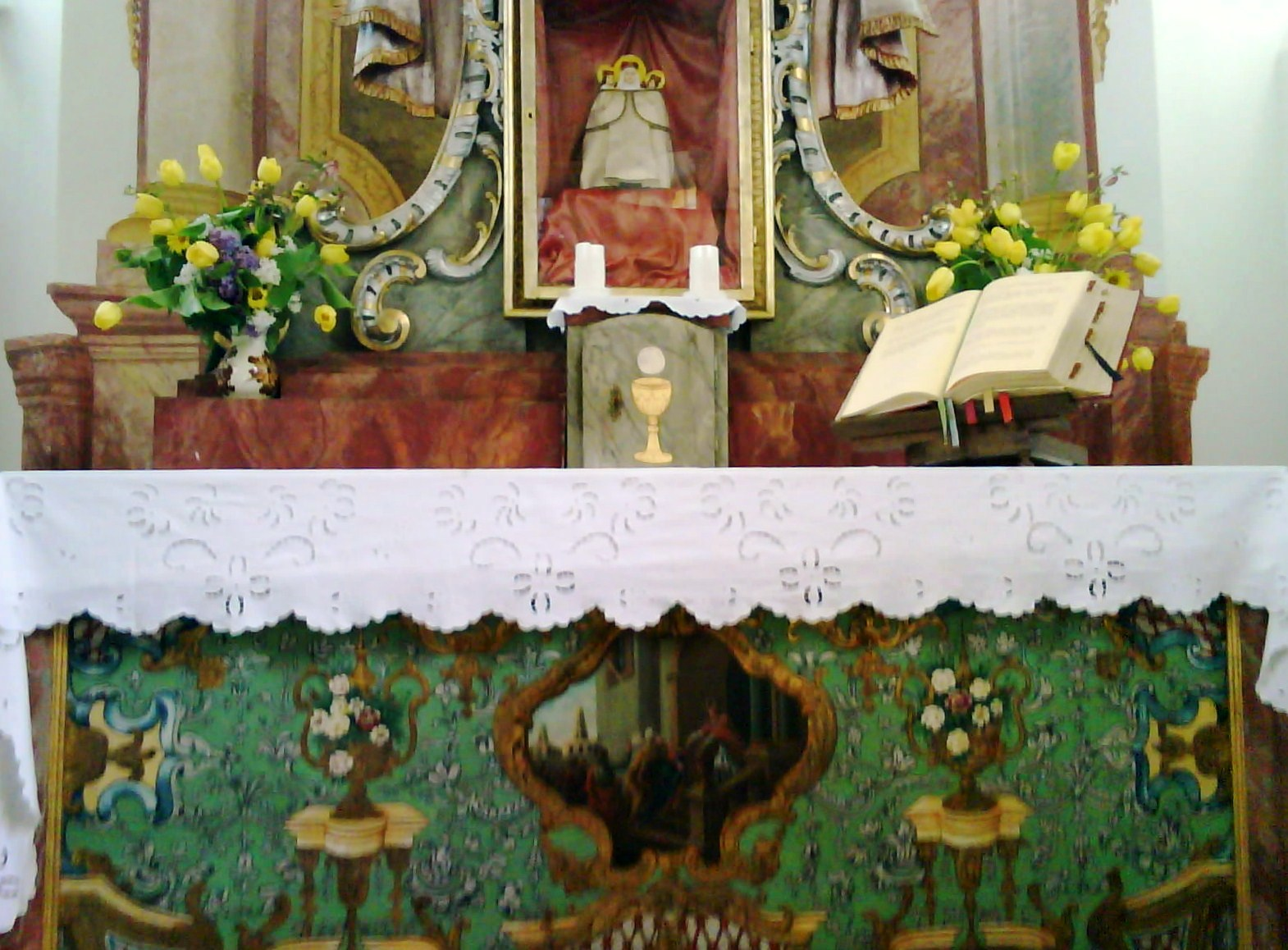